# Guillaume de Montmorency, baron de Montmorency

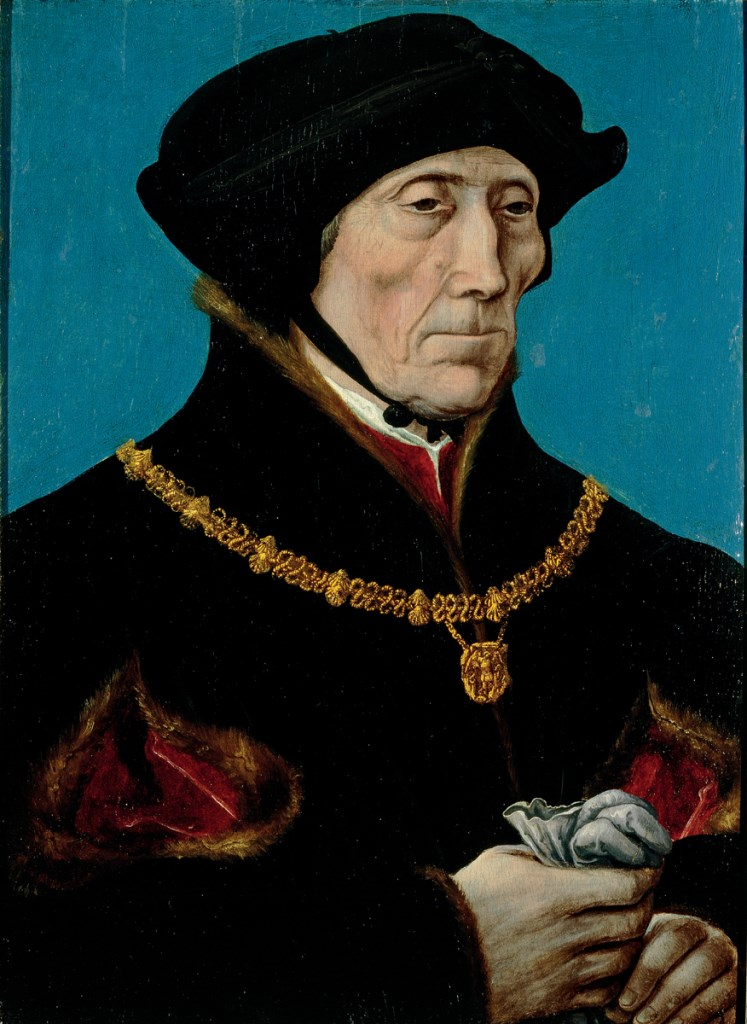
Porträt von Guillaume de Montmorency, Anonym, um 1520, Musée des Beaux-Arts (Lyon)

Guillaume de Montmorency (* 1454; † 24. Mai 1531) war ein französischer Adliger und Politiker.
Er war Sire et Baron (1477) de Montmorency, d’Écouen, de Chantilly (1484), de Montjay, de Damville, de Conflans-Sainte-Honorine, de La Rochepot, de Thoré etc.; durch seine Mutter war er Seigneur d'Aufois, de Chavard et de Montépilloy. Zudem war er Premier Baron de France, französischer Rat und Kämmerer, Général des Finances du Roi, und sizilianischer Kämmerer.

## Leben
Guillaume de Montmorency ist der Sohn von Jean II. de Montmorency (* 1401; † 1477) und Marguerite d’Orgemont (1481 bezeugt), Dame de Chantilly. Sein Vater enterbte 1472 seine beiden ältesten Söhne Jean und Louis wegen ihrer Parteinahme für die Burgunder. Guillaume erhielt so im gleichen Jahr im Alter von 18 Jahren den Titel eines Sire et Baron de Montmorency.
1484 starb Pierre III. d’Orgemont, sein Onkel mütterlicherseits, Urenkel von Pierre d’Orgemont, Kanzler von Frankreich, ohne Nachkommen und hinterließ ihm die Herrschaft Chantilly. Guillaume de Montmorency ließ 1507 die Burgkapelle wiederherstellen, 1515 erhielt er dank einer Päpstlichen Bulle das Recht, in dieser Kapelle Messen feiern und Sakramente spenden zu lassen.
Er wurde Gouverneur des Forêt de Vincennes und Schlosses Saint-Germain-en-Laye, sowie Capitaine der Bastille. 1503 wurde er zum Gouverneur und Bailli des Orléanais und zum Ritter im Ordre de Saint-Michel ernannt.
Er gehört zu den Unterzeichnern des Vertrags von Madrid (1526), durch den König Franz I. freikam, der in der Schlacht bei Pavia in Gefangenschaft Kaiser Karls V. geraten war.
Er starb am 24. Mai 1531 auf seinem Besitz Schloss Chantilly und wurde in der von ihm begonnenen Stiftskirche Saint-Martin de Montmorency bestattet.

## Ehe und Nachkommen
Guillaume de Montmorency heiratete per Ehevertrag vom 17. Juli 1484 Anne Pot († 24. Februar 1510), Dame de La Rochepot, Damville und Châteauneuf, Comtesse de Saint-Pol, Tochter von Guy Pot, Comte de Saint-Pol, und Marie de Villiers l'Isle-Adam, Nichte von Philippe Pot, Großseneschall von Burgund (Haus Pot). Ihre Kinder sind:
- Jean († vor 1516) Seigneur d’Écouen, königlicher Mundschenk; ⚭ 1510 Anne (alias Jeanne) de La Tour († 1530), Dame de Montgascon, Tochter von Godefroi de La Tour, Seigneur de Montgascon, Witwe von Charles de Bourbon, Comte de Roussillon et de Ligny, sie heiratete in dritter Ehe François II. de La Tour, Vicomte de Turenne (Haus La Tour d’Auvergne)
- Anne (* 15. März 1492[2]; † 12. November 1567), Generalkapitän der Schweizer, Marschall von Frankreich (1522), Großmeister von Frankreich (1526), Connétable von Frankreich (1537[3]), 1. Duc de Montmorency (Juli 1551[4]), Pair von Frankreich, Generalissimus (1560); ⚭ (Ehevertrag 10. Januar 1527)[5] Madeleine de Savoie (* wohl 1510; † 1586), Baronne de Montb(e)ron, Fère-en-Tardenois, Gandelu et Saint-Hillier, Tochter von René de Savoie, Comte de Villars, und Anna Lascaris (Haus Savoyen)
- François († 21. August 1551), Seigneur de La Rochepot et de Châteauneuf, Gouverneur von Paris und der Île-de-France; ⚭15. Oktober 1525[6] Charlotte d’Humières († 15. August 1558), Dame d’Offemont, de Mello, d'Ancre et de Bray-sur-Somme, Tochter von Jean, Seigneur d’Humières, und Françoise Le Josne de Contay
- Philippe († 6. Oktober 1519), 1518[7] Bischof von Limoges
- Louise, († 12. Juni 1541[8]); ⚭ (1) Ferry de Mailly, Baron de Conti (X 1510); ⚭ (2) (Ehevertrag 6. Dezember 1514) Gaspard de Coligny, Seigneur de Châtillon, Marschall von Frankreich († 24. August 1522)
- Anne († 29. Juni 1525); ⚭ 5. Mai 1517[9] Guy XVI. de Laval, Comte de Laval († 20. Mai 1531)
- Marie († um 1543), Äbtissin von Maubuisson

Zudem hatte er mit Guillaume und Jean, Bâtards de Montmorency, zwei uneheliche Söhne, deren Mütter unbekannt sind.